# 大阪府警察信用組合
大阪府警察信用組合（おおさかふけいさつしんようくみあい）は、大阪府大阪市中央区に本店を置く信用協同組合である。大阪府警察職員を対象にした職域信用組合である。略称はけいしん。
2001年12月より、三井住友銀行とのATM相互解放を行っている。その他、大阪府内に本店を置く他の信用組合（ミレ信用組合を除く）とのATM相互間無料提携も行っている。

## 沿革
- 1950年7月4日 大阪市警視庁信用組合として設立。
- 1954年7月16日 大阪市警察信用組合と改称。
- 1955年7月28日 大阪府警察信用組合と改称。